# Ferrari 126CK

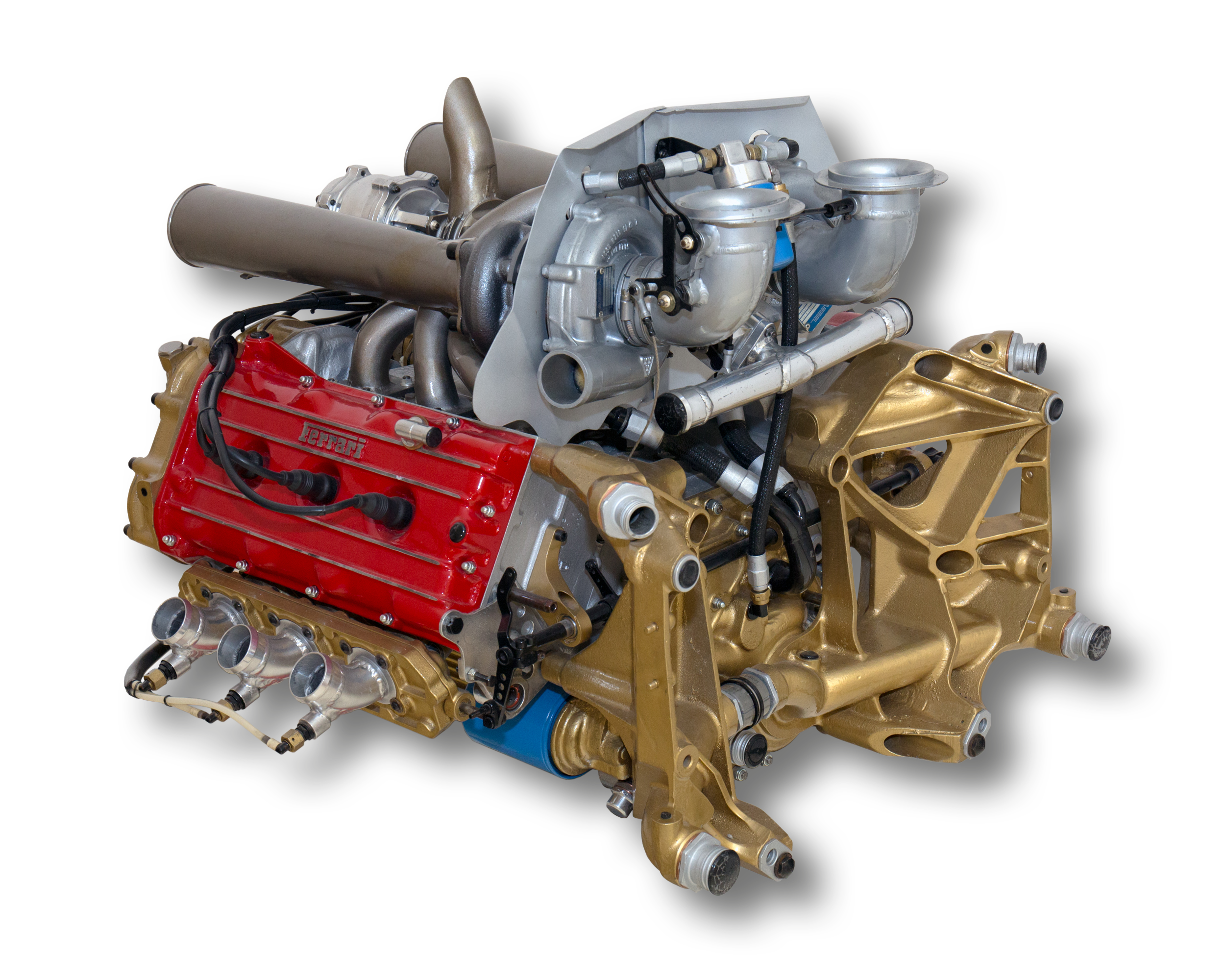
Der Ferrari-Tipo-021-V6-Turbomotor

Der Ferrari 126CK war ein Formel-1-Rennwagen, den die Scuderia Ferrari in der Formel-1-Weltmeisterschaft 1981 einsetzte.

## Entwicklung
Bereits Mitte der Saison 1980 wurde in Maranello der Entschluss gefasst, ein völlig neues Auto zu entwerfen, um den seit 1975 eingesetzten, sehr erfolgreichen, aber inzwischen veralteten Typ 312T und seine Entwicklungsstufen T2, T3, T4 und T5 zu ersetzen. Zunächst wurde beschlossen, den bisherigen 12-Zylinder-Saugmotor (mit 3 Liter Hubraum) nicht mehr zu verwenden, sondern als Ersatz einen Turbomotor in 6-Zylinder-V-Bauweise mit 1,5 Liter Hubraum zu konstruieren.
Ferrari entwickelte daraufhin die 126C-Serie: Das Basisfahrwerk, ein mit Aluminium getäfelter Rohrrahmen, war mit dem vorherigen Auto fast gleich. Der neu entwickelte, kleinere und schmalere V6-Turbomotor harmonierte viel besser mit der Bodeneffekt-Aerodynamik (dem sogenannten Ground-Effect), die zu der Zeit eine Grundvoraussetzung war, um konkurrenzfähig zu sein. Der vorherige Typ 15, ein konventioneller 180°-V12-Motor, behinderte durch seine breitere Bauform den Luftstrom, der zur Erzeugung eines effizienten Bodeneffekts erforderlich war.
Während der Motorentwicklung experimentierte Ferrari mit einem Comprexlader und einem mechanischen „Druckwellen“-Kompressor von Brown Boveri, die sich aber nicht optimal im Chassis integrieren ließen. Letztlich wurden zwei klassische Turbolader von Kühnle, Kopp & Kausch eingesetzt. In dieser Konfiguration leistete der Motor in der Qualifikation rund 600 PS (447 kW; / 608 PS), die für die eigentlichen Rennen auf 550 PS (410 kW / 558 PS) gedrosselt wurden.

## Einsatz
Ein 126CK wurde erstmals während des Großen Preises von Italien 1980 im freien Training getestet. Anhand der Ergebnisse erwies er sich als weitaus schneller als der Typ 312T5, den das Team zu dieser Zeit einsetzte. Gilles Villeneuve bevorzugte das Auto, obwohl er Bedenken hinsichtlich des Fahrverhaltens hatte.
Der 126CK kam ab dem Saisonstart 1981 zum Einsatz. Die anfängliche Unzuverlässigkeit des Turbomotors machte Villeneuves Hoffnungen auf die Meisterschaft 1981 zunichte, aber er erzielte zwei Siege in Monaco und Spanien sowie mehrere Podestplätze. Wegen des problematischen Fahrverhaltens war der 126CK für schnelle Strecken mit langen Geraden wie Hockenheim, Monza und Buenos Aires am besten geeignet. Das Auto erwies sich als sehr schnell, aber Gilles Villeneuve fand das Handling schwierig und nannte das Auto „einen großen roten Cadillac“. Sein Teamkollege Didier Pironi kam mit dem Wagen deutlich weniger gut zurecht, er erzielte einen 4. und zwei 5. Plätze und beim Großen Preis von Las Vegas die schnellste Runde. Die Saison schloss Villeneuve mit 25 Punkten als Siebter ab, Pironi erreichte mit 9 Punkten Rang 13. Die Scuderia belegte den fünften Platz in der Konstrukteurswertung.

## Bewertung
Laut Villeneuves Teamkollegen Didier Pironi und dem englischen Designer und Konstrukteur Harvey Postlethwaite, die zu Saisonbeginn 1981 zu Ferrari kamen, war nicht das Fahrwerk die Hauptursache für die Handhabungsprobleme des Autos, sondern die sehr schlechte Aerodynamik des Autos. Postlethwaite sagte später, dass der 126CK „ein Viertel des Abtriebs hatte, den der Williams oder Brabham in diesem Jahr hatte“. Die schlechte Aerodynamik des Autos in Verbindung mit der harten Federung des Fahrgestells führte dazu, dass das Auto in Kurven rutschte, bevor es der Bodeneffekt wieder auf die Strecke saugte.
Das hatte den unerwünschten Effekt, dass die Fahrer weit höheren G-Kräften ausgesetzt waren als zum Beispiel die Piloten der Williams FW07 oder der Brabham BT49. Außerdem neigte das Auto zu einer Überbeanspruchung der Reifen. Der Motor hatte eine massive Turboverzögerung, gefolgt von einer steilen Leistungskurve; das wirkte sich negativ auf die Balance des Fahrwerks aus. Der Motor war zwar der stärkste im Feld, aber die Probleme in der Abstimmung der einzelnen Komponenten verhinderten größere Erfolge.
Auf dem Österreichring bildete sich hinter Didier Pironi für mehrere Runden eine größere Gruppe von Autos mit zwar schwächeren Saugmotoren, aber besserem Handling: Keines von ihnen konnte jedoch aufgrund des Leistungsvorteils des Ferrarimotors auf den Geraden (und beim Herausbeschleunigen aus den Kurven) an Pironi vorbeiziehen, obwohl sein Auto deutlich langsamer durch die schnellen, geschwungenen Kurven fuhr. Das gleiche Bild bot sich in diesem Jahr auch schon beim Rennen in Jarama: 4 Autos steckten hinter Villeneuve auf der engen und kurvigen Strecke fest, aber er konnte diese dank des Leistungsvorteils und des rein mechanischen Grips seines Ferraris bis ins Ziel hinter sich halten. Monaco, wo Villeneuve ebenfalls gewann, und Jarama waren langsame Strecken, auf denen die aerodynamische Wirkung der Ground-Effect-Fahrzeuge nicht so stark zum Tragen kam wie der rein „mechanische“ Grip. In Kombination mit Villeneuves bekannten fahrerischen Fähigkeiten erbrachte der 126CK bei diesen beiden Rennen eine bessere Leistung als erwartet.

## Gebaute Exemplare
Von diesem Typ wurden 6 Exemplare gebaut.
| Chassis-Nr. | Information |
| --- | --- |
| 126 C / 047 | erste Testkonfiguration, im Wesentlichen das Chassis des 312 T5 mit überarbeiteter Aerodynamik                                                             |
| Es folgte die Reihe von Autos, mit denen die Saison begann, die in der Konfiguration A gemäß dem Konstruktionsschema des 312T5 mit Aluminium getäfeltem Rohrrahmen gebaut und dann in der Konfiguration C überarbeitet wurden, um für Grand-Prix-Einsätze verwendet zu werden. | |
| 126 C / 049 (später CK / 049B) | Wurde von Villeneuve bei den Tests des Großen Preises von Italien 1980 gefahren, 1981 in 6 Rennen von Pironi.                                              |
| 126 CK / 050 | 5 Rennen mit Pironi, 4 mit Villeneuve, der es bei den Tests des Grand Prix von Kanada 1981 zerstörte.                                                      |
| 126 CK / 051 | 6 Rennen mit Villeneuve und 2 mit Pironi. |
| Ab dem Rennen von Imola wurden die Fahrzeuge 052-053-054 in Konfiguration B mit einem modifizierten Vorderteil und geänderter Aufhängung eingesetzt, während die 049-050-051 komplett überarbeitet wurden. Anschließend wurden auch sie in die Konfiguration C umgewandelt.    | |
| 126 CK / 052 | 6 Rennen mit Villeneuve und 2 mit Pironi. Jetzt in der Ferrari-Galerie in Modena ausgestellt, ist es der Wagen, mit dem Villeneuve zwei Grand Prix gewann. |
| 126 CK / 053 | 3 Rennen mit Pironi und eines mit Villeneuve |
| 126 CK / 054 | Es bestritt nur ein Rennen mit Villeneuve und diente als Ersatzauto; bei den Tests des Großen Preises von Italien 1981 wurde es von Villeneuve zerstört.   |

## Galerie

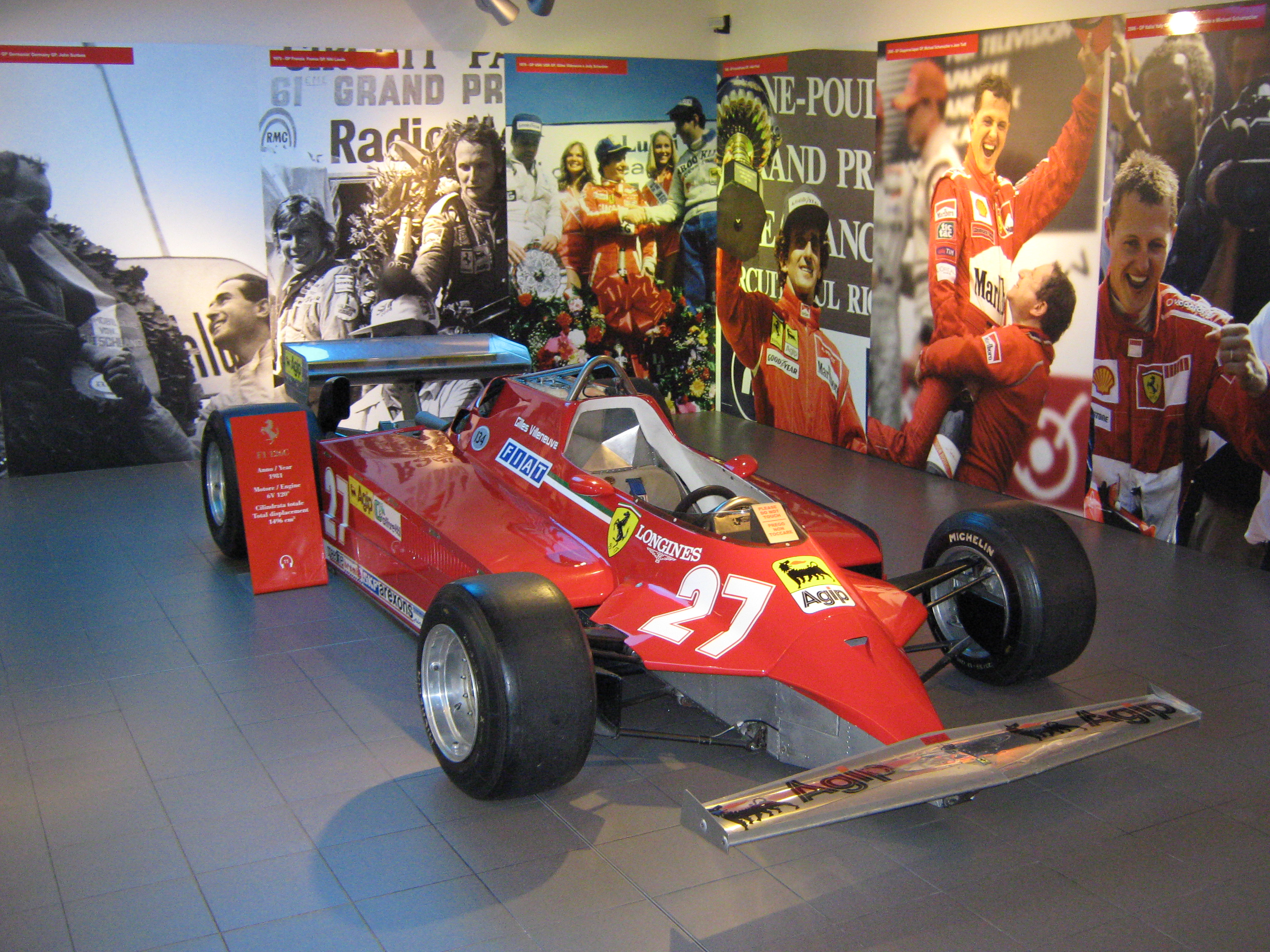
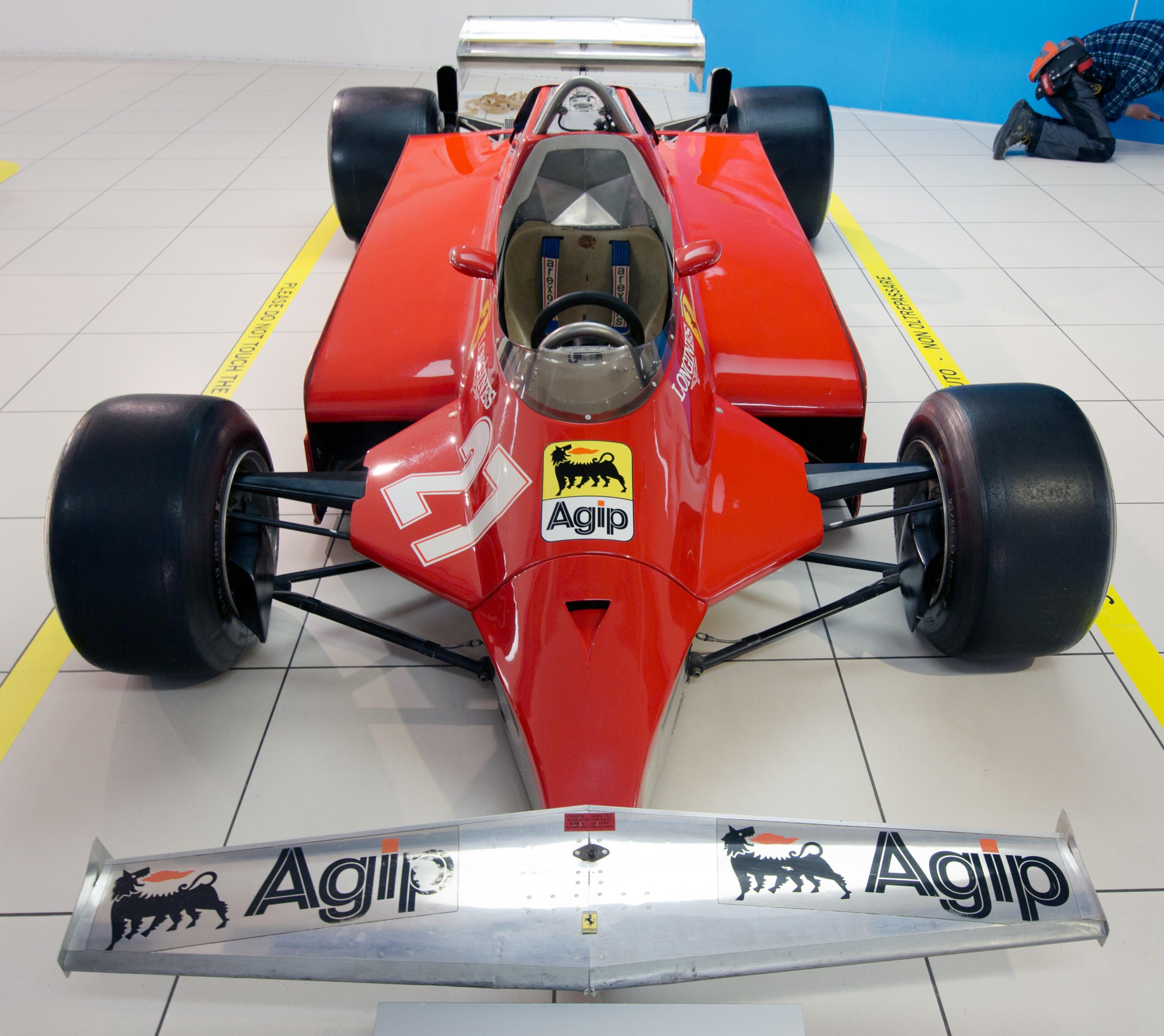
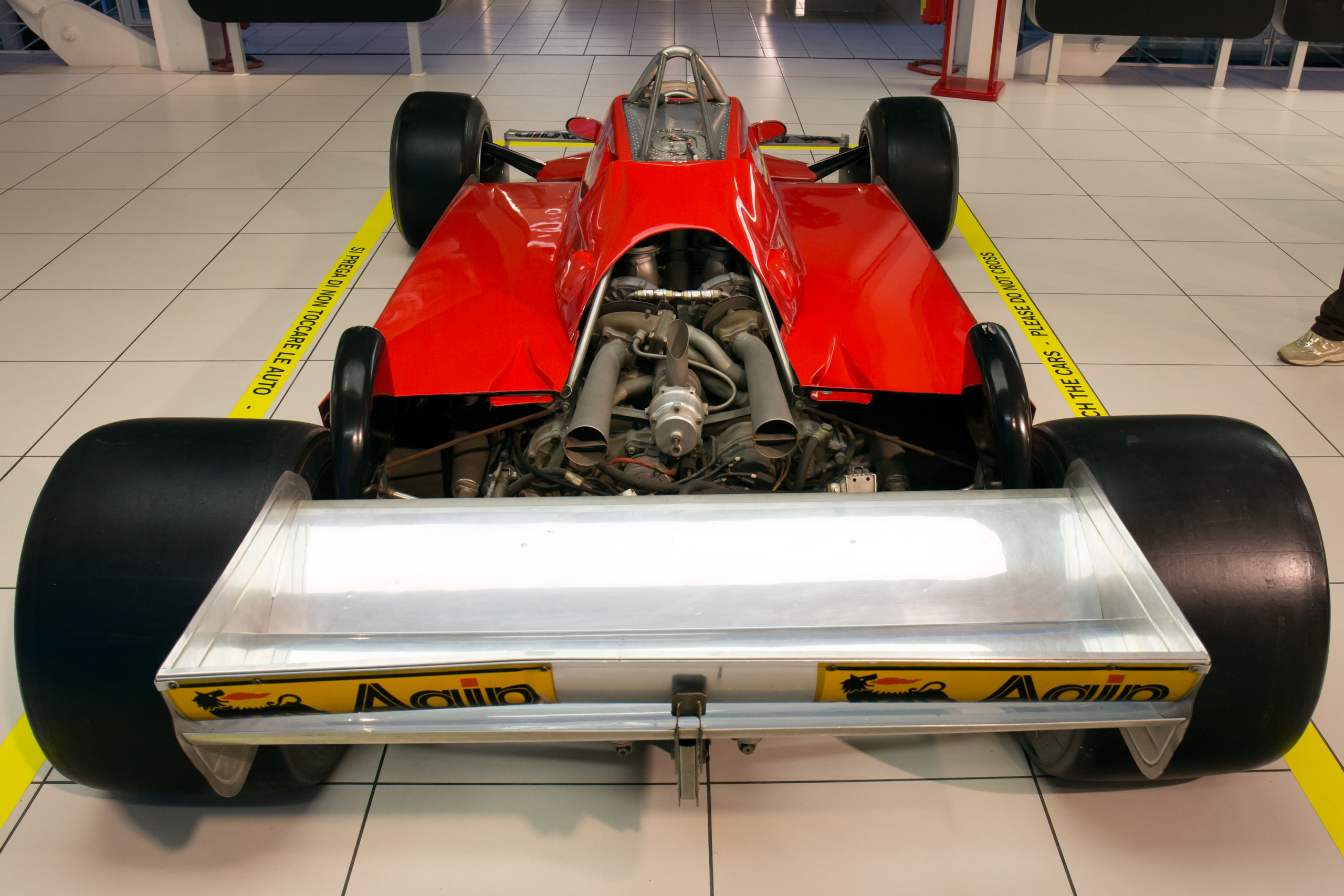
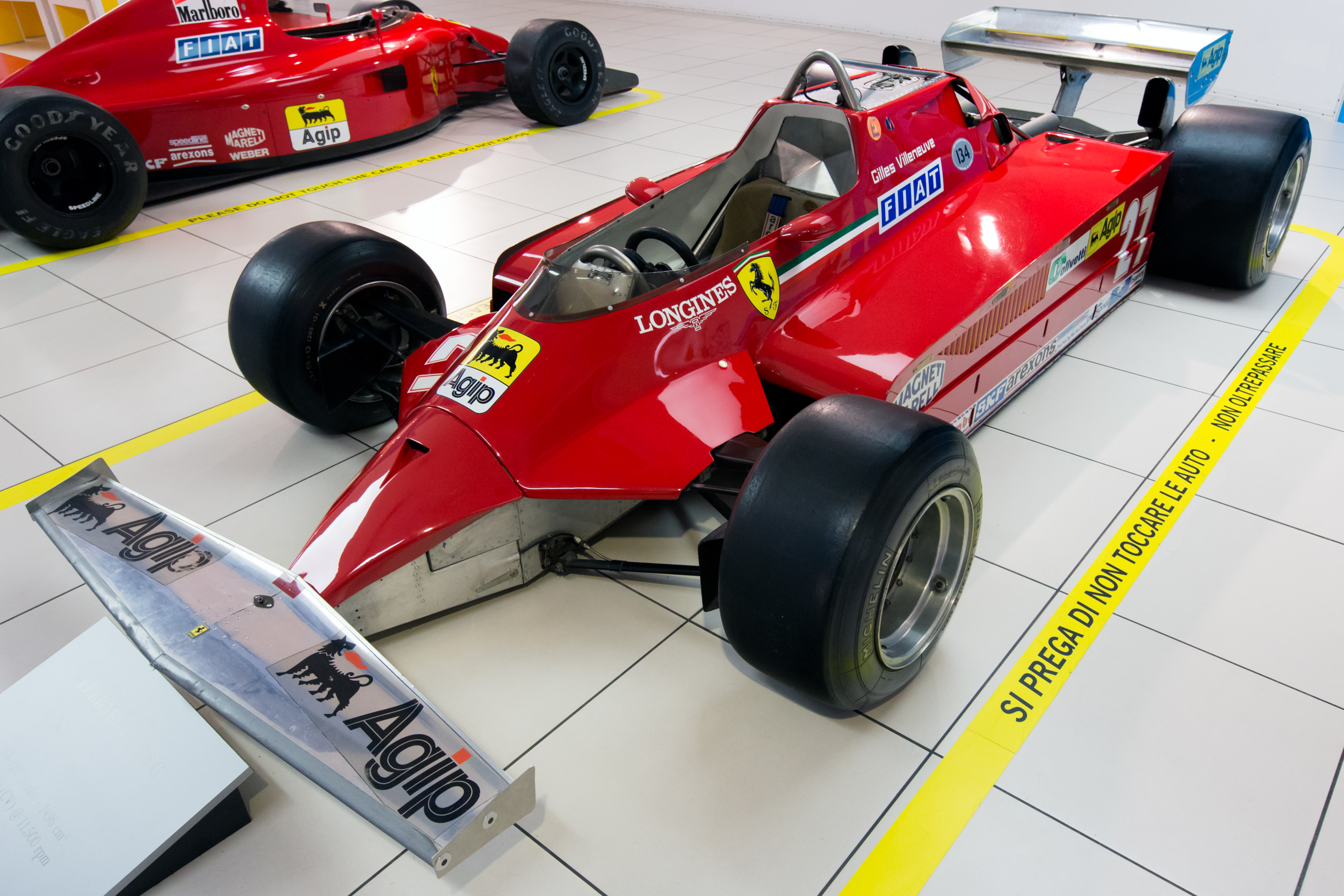
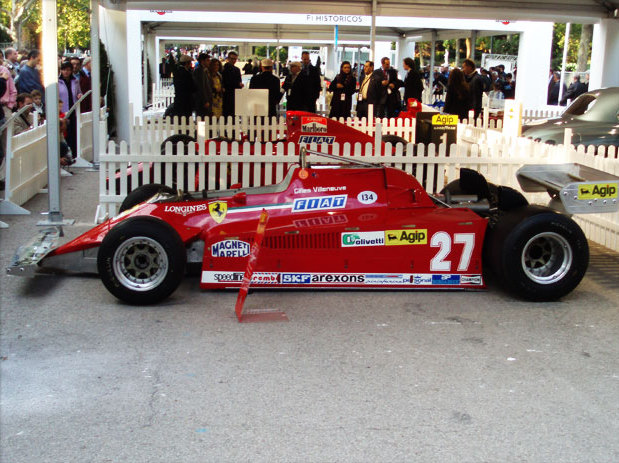

## Ergebnisse
| Fahrer               | Nr.                  | 1   | 2   | 3   | 4 | 5 | 6 | 7  | 8   | 9   | 10  | 11  | 12  | 13  | 14  | 15  | Punkte | Rang |
| -------------------- | -------------------- | --- | --- | --- | - | - | - | -- | --- | --- | --- | --- | --- | --- | --- | --- | ------ | ---- |
| Formel-1-Saison 1981 | Formel-1-Saison 1981 |     |     |     |   |   |   |    |     |     |     |     |     |     |     |     | 34     | 5.   |
| G. Villeneuve        | 27                   | DNF | DNF | DNF | 7 | 4 | 1 | 1  | DNF | DNF | 10  | DNF | DNF | DNF | 3   | DSQ | 34     | 5.   |
| D. Pironi            | 28                   | DNF | DNF | DNF | 5 | 8 | 4 | 15 | 5   | DNF | DNF | 9   | DNF | 5   | DNF | 9   | 34     | 5.   |